# Alchenă

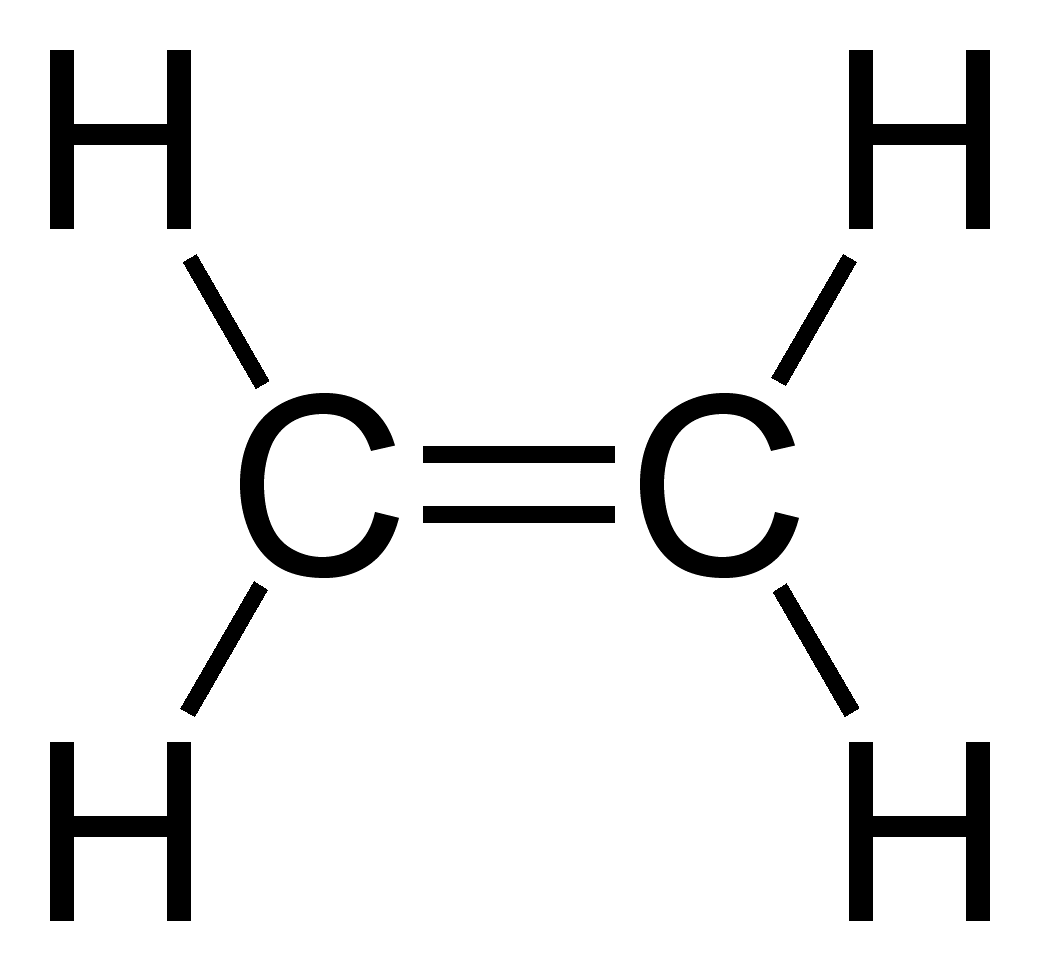
Etilenă, cea mai simplă alchenă

Alchenele (cunoscute și sub denumirea de olefine) sunt hidrocarburi nesaturate, aciclice care conțin o legătură dublă între doi atomi de carbon având formula moleculară generală CnH2n. Legătura dublă dintre cei doi atomi de carbon este alcătuită dintr-o legătură de tip σ și o legătură de tip π. Dacă se înlocuiește n în formula generală a alchenelor ,CnH2n cu valori întregi și succesive începând cu 2, se obține seria omoloagă a alchenelor (n=2,3,4...).
Cea mai simplă alchenă și primul reprezentant al acestei clase de hidrocarburi este etena sau etilena (C2H4), produsă anual în cantități imense la nivel industrial.

## Formule structurale
- H2C=CH2 etenă (etilenă)
- H2C=CH-CH3 propenă (propilenă)

Nesaturarea echivalentă (N, N.E., șamd) este 1. Acest lucru denotă prezența unei duble legături în moleculă.

## Denumire
Denumirea alchenelor se face înlocuind sufixul "-an" (din denumirea alcanului cu număr identic de atomi de carbon) cu sufixul "-enă". Începând de la al treilea termen al seriei omoloage a alchenelor , în denumire se precizează "poziția dublei legături".
Cea mai simplă alchenă este etena C2H4, care poate fi scrisă și structural: H2C=CH2.
Există și alchene cu mai multe legături duble, așa numitele poliene.
Formula generală a acestora este CnH2n+2-2d, unde "d" reprezintă numărul de legături duble. Polienele se denumesc folosind gradul de multiplicitate al dublei legături. De exemplu poliena cu două legături duble se numește dienă (d=2), cu trei legături duble trienă ș.a.m.d.
Denumirea alchenelor cu catenă ramificată se face după regulile IUPAC, stabilite pentru alcani , la care se adaugă următoarele:
1. Catena de bază  trebuie să conțină dubla legătură , chiar dacă există o altă catenă cu mai mulți atomi de carbon , dar în care nu se află dubla legătură .
2. Catena de bază se numerotează astfel încât un atom de carbon din dubla legătură să primească numărul cel mai mic.
Denumirea radicalilor derivați de la alchene se obține folosind sufixul potrivit , conform regulilor stabilite la alcani ; sunt și radicali care au denumiri uzuale , de exemplu:
- CH2=CH- etenil (vinil)
- CH2=CH-CH2- propenil (alil)

## Reacțiile alchenelor

### Reacții de adiție
Reacția de adiție rezultă în desfacerea legăturii π dintre atomii de carbon, 
Adiția hidrogenului (hidrogenarea)
Alchenele adiționează hidrogen molecular în prezența catalizatorilor (metale tranziționale: Ni, Pd, Pt), fin divizate la temperaturi cuprinse intre 80-180 grade Celsius și presiuni de până la 200 atmosfere. Se obține alcanul, care are aceeași catenă ca și alchena.
R-CH=CH-R' + H-H → R-CH2-CH2-R'
Reacția de hidrogenare a alchenelor are loc în sistem eterogen deoarece în condițiile de lucru hidrogenul este în stare gazoasă, alchenele pot fi gaze sau sub forma de soluție, produșii de reacție (alcanii) sunt în stare fluidă, iar catalizatorul este solid.
Adiția halogenilor (halogenarea)
Prin adiția halogenilor (X2 = Cl2, Br2, I2) la alchene se obțin compuși dihalogenați, în care cei doi atomi de halogen sunt legați de doi atomi de carbon vecini (derivați dihalogenați vicinali).
R-CH=CH-R' + X-X → R-CH-CH-R'
```
                     |  |
                     X  X
            derivat halogenat vicinal
```

Cel mai ușor se adiționează clorul, apoi bromul. Adiția de clor sau de brom este imediată și cantitativă. Decolorarea unei soluții brun-roșcate de brom în tetraclorură de carbon servește la recunoașterea și la dozarea alchenelor. Numele de "olefine", care a fost dat alchenelor, se datorează proprietății lor de a se transforma prin halogenare in compusi saturati cu aspect uleios.
Adiția hidracizilor
Hidracizii, HX(HCl, HBr, HI) se adiționează la alchene formându-se derivați monohalogenați saturați. Cel mai usor se aditioneaza acidul iodhidric, apoi acidul bromhidric și cel mai greu acidul clorhidric.
La alchenele simetrice:
R-CH=CH=R + H-X → R-CH-CH-R
```
                    |  |
                    H  X
           derivat monohalogenat
```

De exemplu: CH2=CH2(etena) + HCl → CH3-CH2-Cl(1-cloroetan/clorura de etil/chelen)
Chelenul este unul dintre primele anestezice locale folosite in medicină.
La alchenele asimetrice:
Deși există două posibilități de adiție a atomilor hidracidului, se formează întotdeauna un singur izomer, conform Regulii lui Markovniov: atomul de hidrogen din molecula hidracidului se fixează la atomul de carbon(participant la legătura dubla), care are cel mai mare numar de atomi de hidrogen, iar halogenul la atomul de carbon al dublei legături care are număr mai mic de atomi de hidrogen.
Adiția apei
Aditia apei la alchene are loc in prezența acidului sulfuric concentrat si conduce la obținerea de alcooli:
R-CH=CH-R + H-OH → R-CH-CH-R
```
                     |  |
                     H OH
                    alcool
```

De exemplu, prin adiția apei la etenă se obține etanol.
Adiția apei la alchenele asimetrice se face conform regulii lui Markovnikov. ex: propena+apa→2-propanol(alcool izopropilic)

### Reacția de polimerizare
Procesul în care mai multe molecule ale unui compus, monomer(mer), se leaga intre ele, formand o macromolecula(polimer), este numit polimerizare(gr. poly=numeros, meros=parte).
n - gradul de polimerizare(numărul de molecule de monomer care formează polimerul)
nA → -(A)-n
Gradul de polimerizare n si masa molara M care caracterizeaza un polimer sunt valori medii.
Polimerizarea alchenelor este o reactie de poliadiție care are loc cu ruperea legaturii pi din fiecare moleculă de alchenă și formarea de noi legături simple, carbon-carbon.
Ecuația generală a reacției chimice de polimerizare a unei alchene este:
nCH2=CH → -(CH2-CH)-n
```
                |                     |
                R                     R
 monomer                   polimer
```

### Reactii de oxidare
Oxidarea blândă
Reacția de oxidare a alchenelor cu soluție apoasă neutră/slab bazică de permanganat de potasiu (reactiv Baeyer) este numită oxidare blândă.
Sub acțiunea agentului oxidant se rupe numai legătura pi din legatura dublă și se formează dioli: compuși care conțin două grupări hidroxil(-OH) la cei doi atomi de carbon vecini (dioli vicinali). Se obține un compus saturat stabil.
3CnH2n + 2KMnO4(solutie violeta) + 4H2O → 3CnH2n(OH)2 + 2KOH + 2MnO2(precipitat brun)
Datorită modificărilor de culoare, reacția se utilizează pentru identificarea alchenelor.
Oxidarea energică (distructivă)
Se face in prezența K2Cr2O7/KMnO4 si H2SO4, cu obținerea de acizi carboxilici și/sau cetone.
Se mai poate face cu ozon, reacție prin care se poate stabili poziția dublei legături in catena alchenei.
Oxidarea completă (arderea)
CnH2n + 3n/2O2 → nCO2 + nH2O + Q

## Proprietăți fizice
Alchenele pot fi gazoase, lichide sau solide, după numărul atomilor de carbon din moleculă. Alchenele de la etenă la pentenă sunt gaze, cele de la pentenă la alchena 18 sunt lichide, iar alchenele superioare sunt solide.
Punctele de fierbere și de topire cresc odată cu masa moleculară, dar sunt mai mici decât la alcanii corespunzători. Au densitatea mai mică decât apa, sunt insolubile în apă, dar solubile în solvenți organici. Sunt incolore si au miros specific.